# Кирил Ламбов
Кирил Минков Ламбов е български диригент и композитор.

## Биография
Роден е на 4 юли 1955 г. в Лясковец в семейството на потомствени музиканти. Баща му Минко Ламбов е изявен български акордеонист, а дядо му - кларинетист.
Завършва Музикалната академия в София 1980 г. със специалност пиано в класа на Дора Лазарова и композиция в класа на Александър Танев. От 1980 до 1983 г. живее заедно със съпругата си Русалина Ламбова и сина си Минко Ламбов в Стара Загора, където преподава пиано в СМУ „Христина Морфова“. По-късно завършва „Дирижиране“ при проф. Емил Янев, а след това специализира при маестро Георги Димитров. През 1982 г. е поканен от Иван Кутиков за съвместна работа в група „Авангард“. 1983 г. се завръща в София заедно със семейството, продължава да работи с група „Авангард“, като започва да преподава и в читалище „Славянска беседа“. Участва в джаз-формацията на Райчо Иванов, като солист – пианист.
Дълги години работи в Министерство на културата на Република България, като главен експерт в Центъра за музика и танци. През 2006 г. напуска министерството и започва работа като диригент в Оперно филхармонично дружество гр. Пловдив. Реализирал е множество записи в Националното радио и Телевизия.
Първите му опити да композира датират още от ученическа възраст. Никога не е спирал да пише музика, да оркестрира, да аранжира и да изпълнява. Има множество дипломи и награди от престижни фестивали, за композиция, аранжименти и изпълнения.

## Творчество
Написал е:
- Камерна симфония № 1
- Арабска симфония № 2
- Операта „Рейнард Лисицата“ по либрето на Вероник Стеено
- Балет „Нунча“
- Концерт за пиано и оркестър
- Концерт за обой и оркестър
- както и много други по-малки пиеси и произведения.
- „Жената със златното сърце“ – детска едноактна опера по либрето на Константин Коцев